# Lucy Parsons Center
Lucy Parsons Center – anarchistyczne autonomiczne centrum społeczne, księgarnia oraz dom kultury mieszczący się w Jamaica Plain w Bostonie.

## Historia
Lucy Parsons Center zapewnia materiały do czytania, przestrzeń dla osób, które mogą przyjść posiedzieć, oraz wolną przestrzeń na spotkania i wydarzenia. W 1994 księgarnia przeniosła się na Central Square w Cambridge, a następnie, gdy została eksmitowana w 1998, przeniosła się na Davis Square w Somerville. Davis Square był miejscem tymczasowym, gdzie powódź dotknęła lokal i musiano zwrócić się o wsparcie. W 1999 projekt przeniósł się na południowy koniec Bostonu, a w 2011 powrócił na pierwotne miejsce.
Imienniczka centrum, Lucy Parsons, była radykalną działaczką związkową i anarchokomunistką w Chicago od lat osiemdziesiątych XIX wieku. Jest pamiętana jako doskonała oratorka.
Powstała z przerobienia Czerwonej Księgarni, która powstała w Cambridge w Massachusetts w 1969. Jednym z pierwotnych założycieli był profesor i aktywista George Katsiaficas. Początkowo maoistyczna księgarnia, obecnie prowadzona jest przez kolektyw anarchistyczny. W połowie lat 90. XX wieku centrum było częścią istniejącej sieci północnoamerykańskich infoshopów, do których należały Long Haul w Berkeley, A-Space w Filadelfii i Who’s Emma w Toronto.
W 1992, kiedy ośrodek został reaktywowany, stał się organizacją non profit o statusie zwolnionym z podatku 501. Księgarnia prowadzona przez wolontariuszy sprzedaje książki, broszury i ziny. Jedną z najpopularniejszych książek jest A People’s History of the United States autorstwa Howarda Zinna. Oprócz księgarni, Centrum służy jako przestrzeń dla organizatorów społecznych do wykorzystania na spotkaniach i wydarzeniach specjalnych. Prowadzi też cotygodniowy wieczór filmowy.